# Protium pecuniosum
Protium pecuniosum är en tvåhjärtbladig växtart som beskrevs av Douglas C. Daly. Protium pecuniosum ingår i släktet Protium och familjen Burseraceae. Inga underarter finns listade i Catalogue of Life.